# Rödvingad kapuschongbagge
Rödvingad kapuschongbagge (Bostrichus capucinus) är en skalbaggsart som först beskrevs av Carl von Linné 1758.  Rödvingad kapuschongbagge ingår i släktet Bostrichus och familjen kapuschongbaggar. Enligt den svenska rödlistan är arten starkt hotad i Sverige. Arten förekommer i Götaland, Öland och Svealand. Artens livsmiljö är skogslandskap, jordbrukslandskap, stadsmiljö. Inga underarter finns listade i Catalogue of Life.

## Bildgalleri

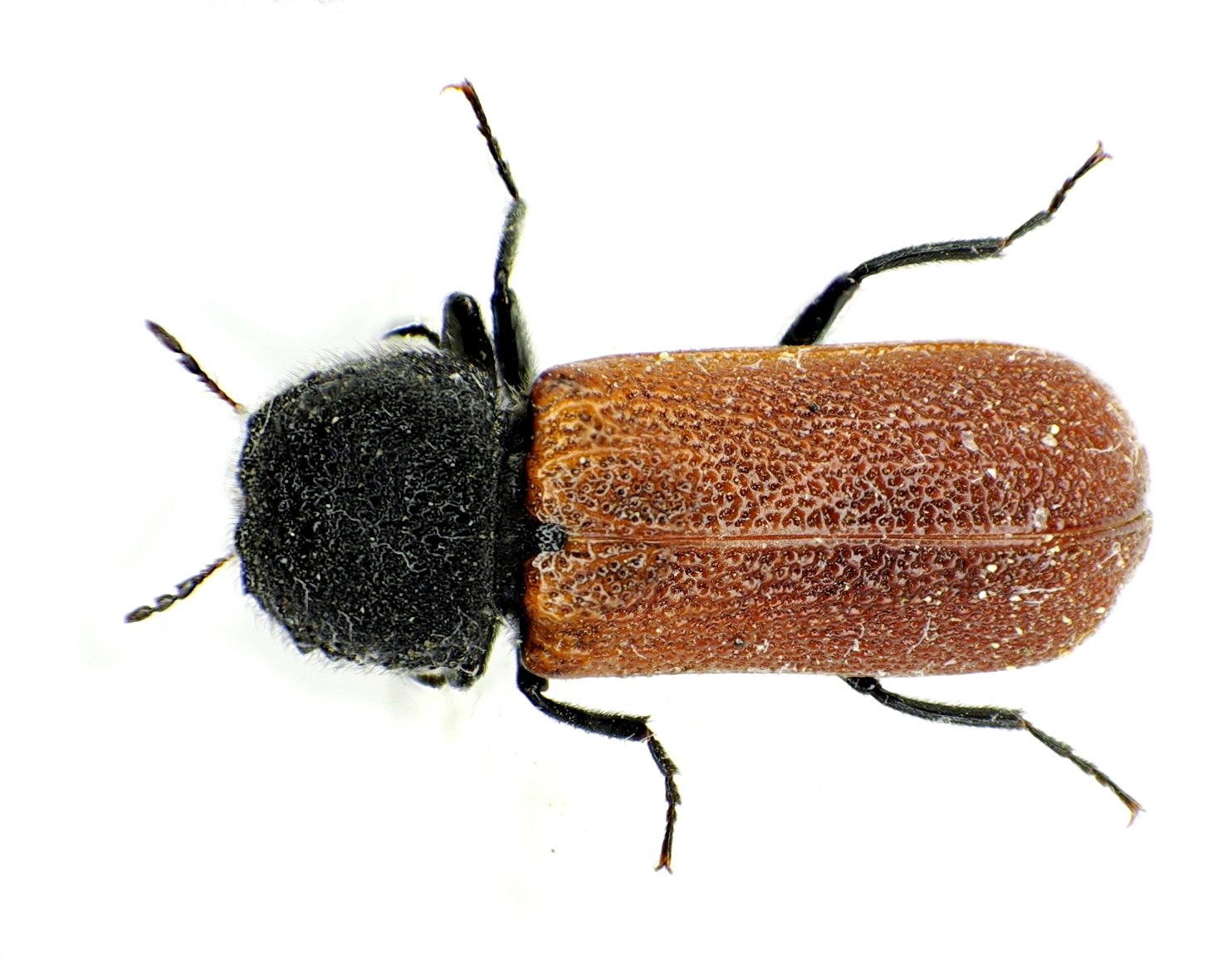
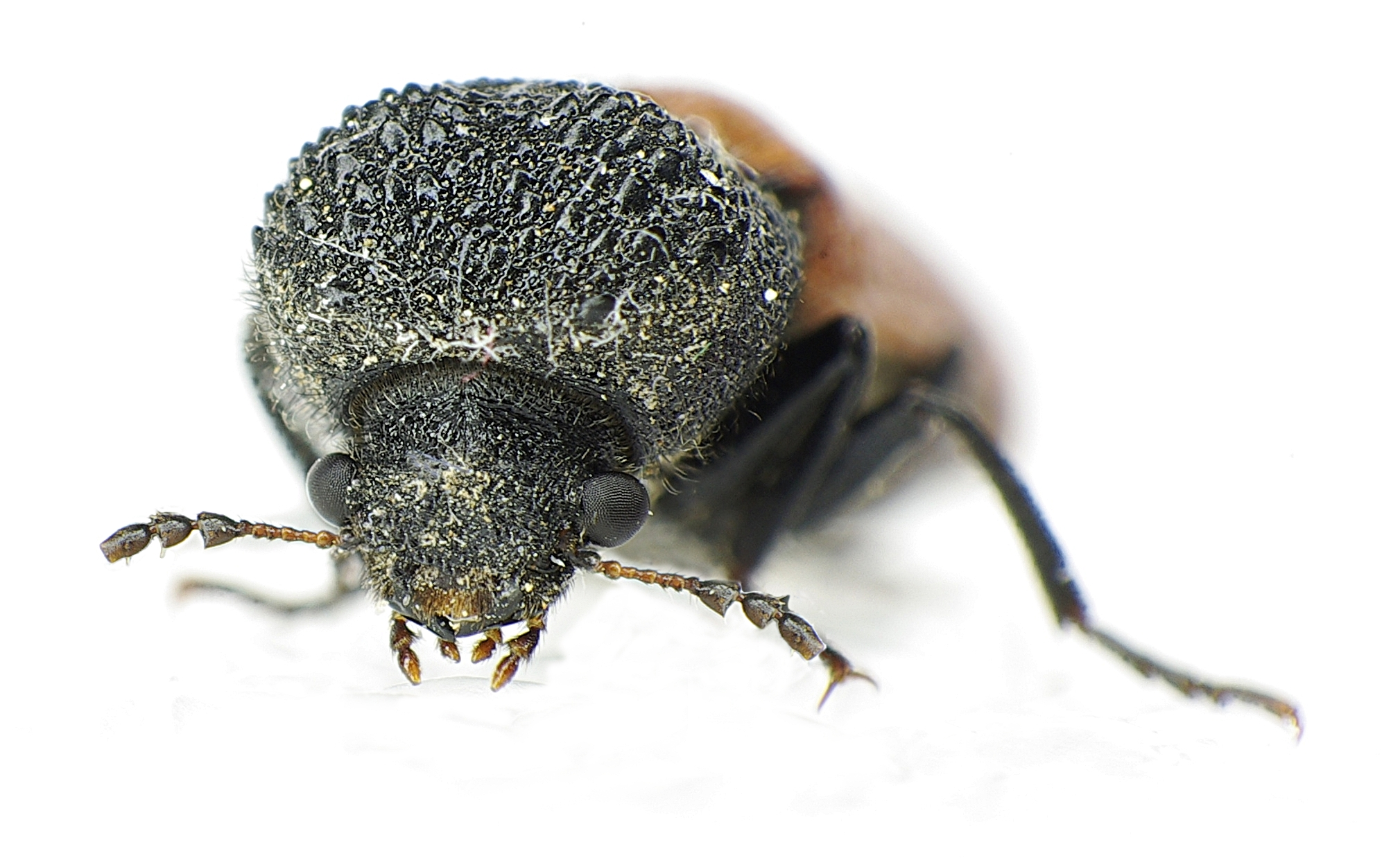
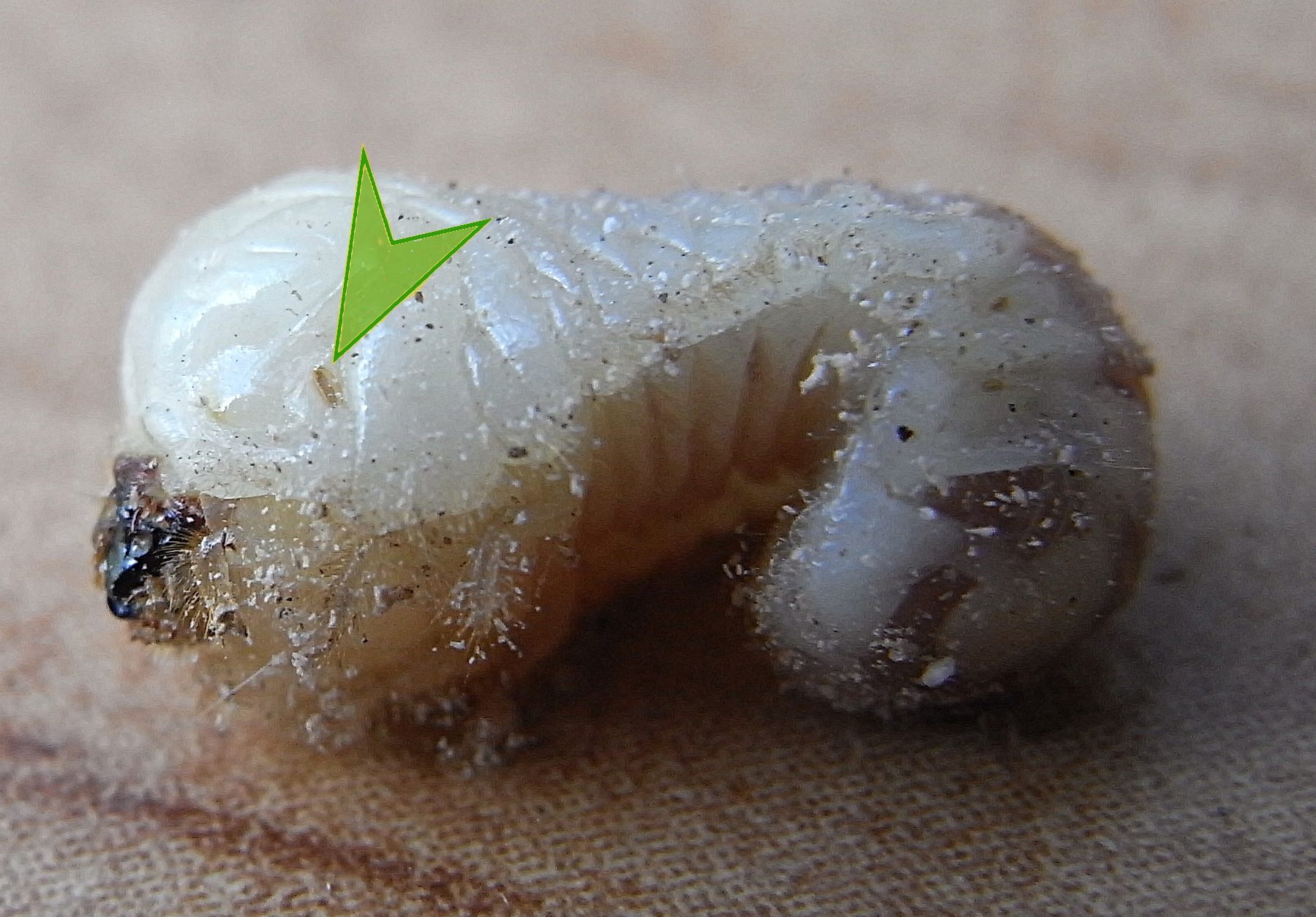
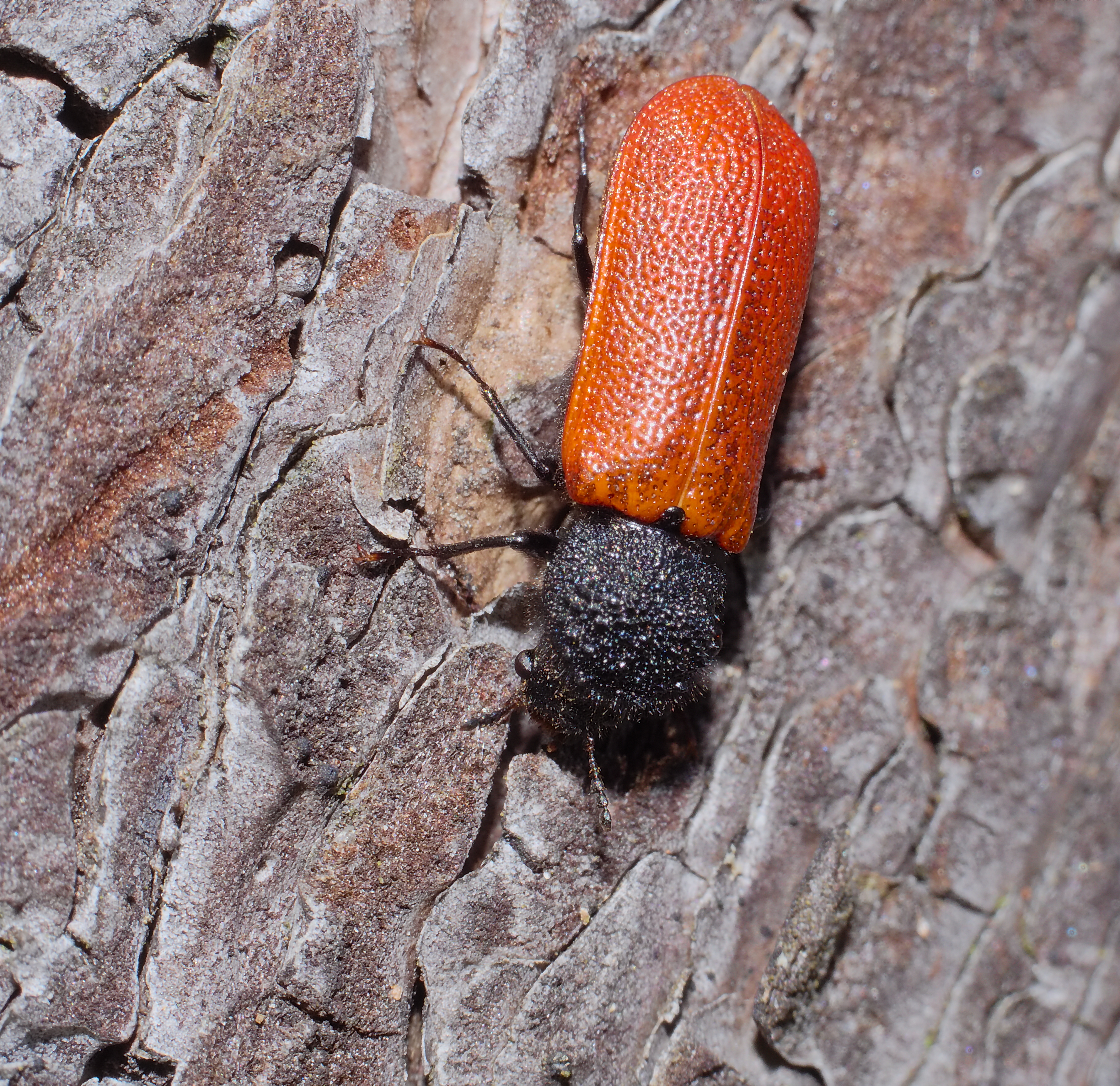
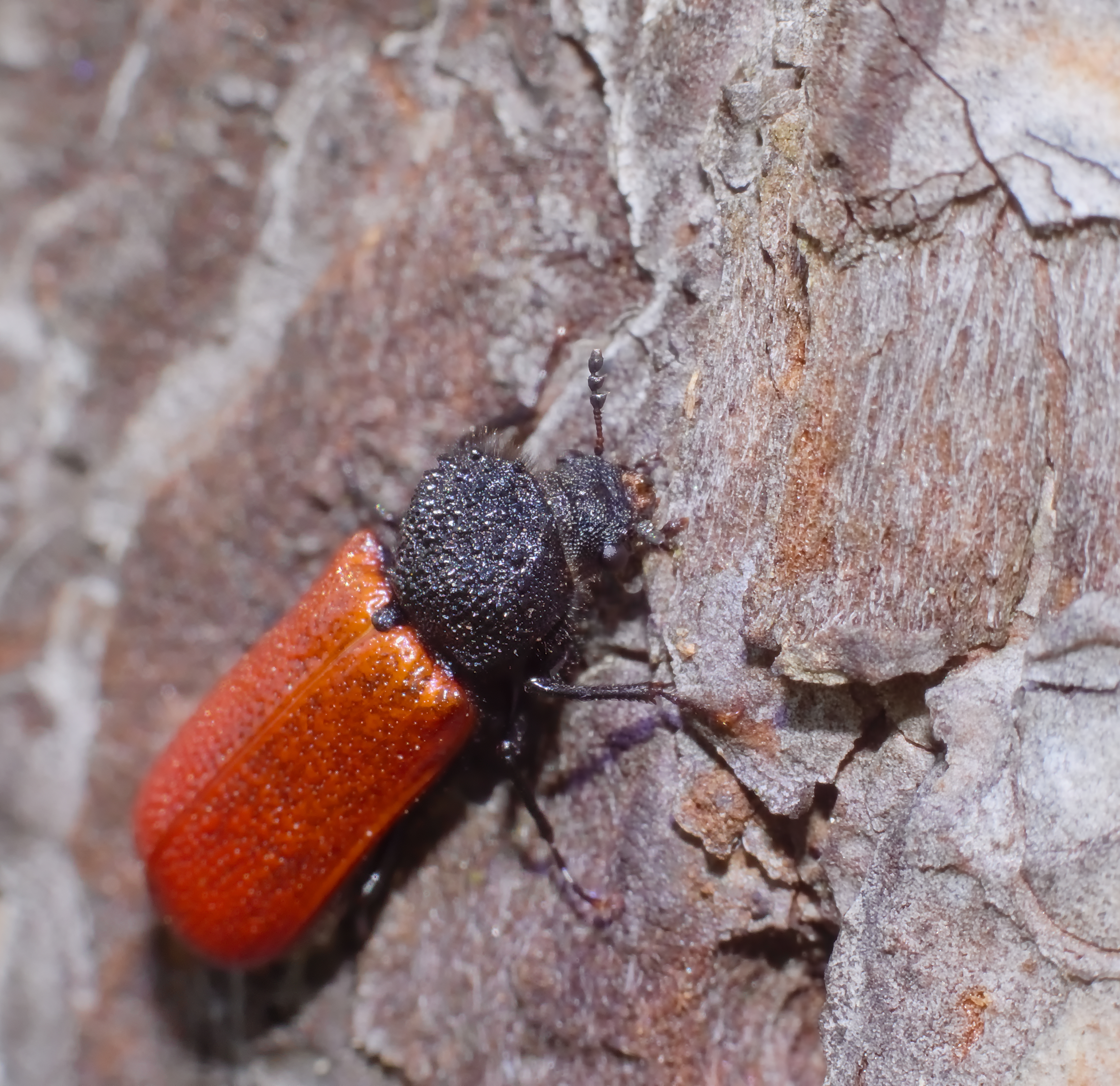
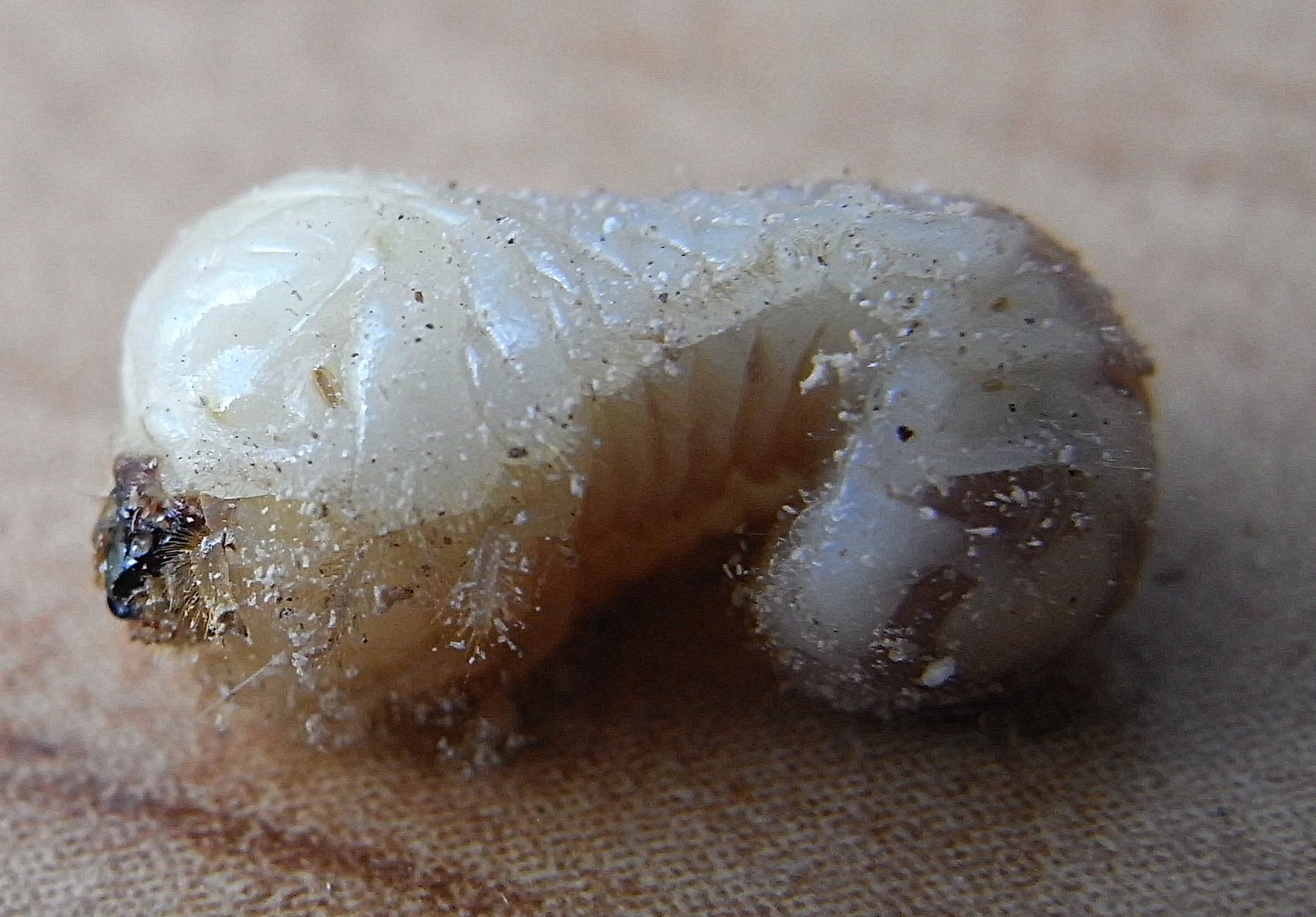